# Sampaio Corrêa FC
Sampaio Corrêa FC is een Braziliaanse voetbalclub uit São Luís in de staat Maranhão. 

## Geschiedenis
De club werd opgericht in 1923 en werd genoemd naar een watervliegtuig dat in 1922 de stad aandeed. In 1926 speelde de club voor het eerst in de hoogste klasse van de staatscompetitie. Sinds 1930 speelde de club onafgebroken in deze competitie, die ze in 1933 voor het eerst wonnen. Pas in 1959 werd met de Taça Brasil een nationale competitie ingevoerd voor staatskampioenen om zo een landskampioen te bepalen. Na de staatstitel in 1961 mocht de club in 1962 aantreden in de Taça, maar verloor meteen van Paysandu. Het volgende jaar mocht de club opnieuw meedoen en werd nu door Ríver uitgeschakeld. In 1965 kon de club voor het eerst doorstoten nadat ze Flamengo-PI uitschakelden. In de tweede ronde werden ze door Remo verslagen. Bij de laatste deelname in 1966 werden ze door hetzelfde Flamengo als het voorgaande jaar verslagen.
In 1971 werd de Série A ingevoerd als hoogste klasse, maar voor de clubs uit de kleinere staten was er aanvankelijk geen plaats. De club nam wel deel aan de Série B. In 1972 bereikte de club daar de finale om de titel en won deze na strafschoppen van Campinense. In 1974 mocht de club dan voor het eerst in de Série A aantreden. In totaal speelde de club acht keer in de Série An, maar kon nooit enige potten breken. Nadat niet meer alle staatskampioenen mochten aantreden in de Série A, halverwege de jaren tachtig slaagde de club er ook niet meer in om hierin te spelen. Ondanks een 9de plaats op 64 clubs in de Série B van 1991 moest de club in 1992 in de nieuw ingevoerde Série C van start. In 1997 werd de club daar kampioen en promoveerde zo terug naar de Série B. In 1998 won de club de Copa Norte tegen São Raimundo en plaatste zich zo voor de internationale Copa CONMEBOL 1998. Nadat de club América de Natal verslagen had schakelden ze ook het Colombiaanse Deportes Quindío uit. In de halve finale konden ze noch eerst gelijk spelen tegen Santos, maar in de terugwedstrijd gingen ze met 5-1 kopje onder. 
Na vijf seizoenen Série b degradeerde de club in 2002 weer. In 2005 en 2006 speelde de club zelfs geen nationaal voetbal. In 2009 werd de Série D ingevoerd als vierde klasse, waardoor de Série C niet meer de laagste nationale klasse was. De club degradeerde dat jaar. In de staatscompetitie werden ze drie keer op rij kampioen, waardoor hun deelname aan de Série D wel verzekerd was en in 2012 behaalden ze er de titel. Na een tweede plaats in de Série C van 2013 promoveerde de club zowaar terug naar de Série B en eindigde daar twee seizoenen op rij in de top tien. 
In 2016 degradeerde de club, maar kon na één seizoen terugkeren, echter kon de club ook nu het behoud niet verzekeren. De club won eerder dat jaar wel de Copa do Nordeste tegen Bahia. In 2019 promoveerde de club opnieuw en kon vier seizoenen standhouden alvorens weer te degraderen. In 2024 volgde zelfs een tweede degradatie op rij.

## Erelijst
Campeonato Maranhense
1933, 1934, 1940, 1942, 1953, 1954, 1956, 1961, 1962, 1964, 1965, 1972, 1975, 1976, 1978, 1980, 1984, 1985, 1986, 1987, 1988, 1990, 1991, 1992, 1997, 1998, 2002, 2003, 2010, 2011, 2012, 2014, 2017, 2020, 2021, 2022, 2024
Copa Norte
1998
Copa do Nordeste
2018